# Festival international du film de Mar del Plata 2023
Le Festival international du film de Mar del Plata 2023, 38e édition du festival, se déroule du 2 au 12 novembre 2023.

## Déroulement et faits marquants
Le 11 novembre 2023, le palmarès est dévoilé : le film péruvien Kinra de Marco Panatonic remporte l'Astor d'or du meilleur film. L'Astor du meilleur réalisateur est remis à Laura Basombrío pour Las almas,.

## Jury

### Compétition internationale
- Prano Bailey-Bond, réalisatrice galloise
- Celina Murga, réalisatrice argentine
- Mimi Plauché, directrice artistique du festival international du film de Chicago
- Tana Schémbori, réalisatrice paraguayenne
- Charles Tesson, critique français

### Compétition latino-américaine
- João Fleck, producteur brésilien
- Maria Paula Lorgia, directrice artistique du San Diego Latino Film Festival
- Laura Paredes, actrice argentine

## Sélection

### En compétition internationale
- Elena sabe de Anahí Berneri  Argentine
- LaRoy de Shane Atkinson  États-Unis
- No voy a pedirle a nadie que me crea de Fernando Frías de la Parra  Mexique
- UBU de Paulo Abreu  Portugal
- Animal / Humano de Alessandro Pugno  Italie
- Kinra de Marco Panatonic  Pérou
- Partió de mí un barco llevándome de Cecilia Kang  Argentine
- Seagrass de Meredith Hama-Brown  Canada
- Mimang de Kim Tae-yang  Corée du Sud
- Arthur & Diana de Sara Summa  Allemagne
- Las almas de Laura Basombrío  Argentine

### En compétition latino-américaine
- El viento que arrasa de Paula Hernández  Argentine
- El castillo de Martín Benchimol  Argentine
- Los colonos de Felipe Gálvez  Chili
- Crowrã de João Salaviza  Brésil
- Las cosas indefinidas de María Aparicio  Argentine
- Llaki de Diego Revollo   Bolivie
- Otro sol de Francisco Rodríguez Teare  Chili
- O dia que te conheci de André Novais Oliveira  Brésil
- El otro hijo de Juan Sebastián Quebrada  Colombie

## Film d'ouverture
- Hombre de la esquina rosada de René Mugica  Argentine

## Film de clôture
- Les Feuilles mortes de Aki Kaurismäki  Finlande

## Palmarès

### En compétition internationale
- Astor d'or du meilleur film : Kinra de Marco Panatonic
- Prix spécial du jury : Partió de mí un barco llevándome de Cecilia Kang
- Astor du meilleur réalisateur : Laura Basombrío pour Las almas
- Astor de la meilleure interprétation : Sara Summa pour son rôle dans Arthur & Diana
- Astor du meilleur scénario : Shane Atkinson pour LaRoy
- Prix du public : Partió de mí un barco llevándome de Cecilia Kang

### En compétition latino-américaine
- Meilleur film : Otro sol de Francisco Rodríguez Teare
- Mention spéciale : O dia que te conheci de André Novais Oliveira